# Henri de la Rochejaquelein
Henri de la Rochejaquelein (eredetileg Henri du Vergier, Rochejaquelein grófja, (Saint-Aubin-de-Baubigné, Mauléon), 1772. augusztus 30. – Nuaillé (Maine-et-Loire), 1794. január 28.) királypárti főnemes, a vendée-i háború idején a felkelés legfiatalabb tábornoka.

## Élete
Rochejaquelein (ejtsd ross-zsáklen) grófjának neve először a francia forradalom kezdetén tűnt fel, amikor részt vett a Tuileriák védelmében, 1792. augusztus 10-én, a királyi testőrség tisztjeként. A forradalmi háború kitörését követően elutasította a háborút, ezért visszavonult a katonai szolgálatból és unokatestvéréhez, Joseph Lescure-höz költözött, annak poitou-i birtokára. 
1793 márciusában, a király kivégzése és a gazdasági problémák miatt Vendée tartományban királypárti felkelés tört ki. A felkelők létrehozták a „Királyi és Katolikus Hadsereget”, amelynek egyik vezetője Rochejaquelein lett. A felkelők tábornokaként az ő nevéhez fűződött Bressuire, Fontenay-le-Comte és Saumur városok bevétele. Ehhez az időszakhoz kötődik később híressé vált hadparancsa: „Barátaim! Ha támadok, kövessetek! Ha meghátrálok, öljetek meg! Ha meghalok, bosszuljatok meg!”
Szeptemberben Chantonnay mellett verte meg a republikánus kormány hadseregét, azonban a túlerőben levő ellenség rákényszerítette a felkelőket, hogy visszavonuljanak a Loire folyón túlra, majd Cholet városnál október 17-én megint megverték őket és a csatában a felkelők egyik parancsnoka, Charles de Bonchamp is elesett. 
Október 20-án kinevezték a lázadók főparancsnokává. Ebben a minőségében elfoglalta Avranches-t, de vereséget szenvedett Granville-nél és kénytelen volt visszavonulni Angers-ig. December 12-én a felkelők katasztrofális vereséget szenvedtek a Le Mans-i csatában, majd 23-án a savenay-i csatában is. Rochejaquelein azonban nem adta fel és támogatóinak maradékával megkísérelt gerilla-hadviseléssel harcolni a republikánus hadsereg ellen, de 1794. január 28-án Nuaillé mellett egy katona meggyilkolta.